# Castle Point, Missouri
Castle Point är en ort i St. Louis County i delstaten Missouri, USA.